# Cucurbitoideae
Cucurbitoideae — підродина квіткових рослин родини Гарбузові (Cucurbitaceae). Гарбузові (Cucurbitaceae) поділяються на дві підродини: Zanonioideae, ймовірно, це парафілетична група залишків, і добре підтриману монофілетичну Cucurbitoideae.
Підродина Cucurbitoideae складається з восьми триб. Члени триби Cucurbiteae вирощують економічно цінні плоди, які називаються гарбузини, які включають такі культури, як кабачки й гарбузи, люфи та дині й кавуни. Триба Benincaseae містить рід під назвою Lagenaria, плоди якого можна їсти в молодому віці, або стиглі шкаралупи яких можна висушити та використовувати як контейнери.